# لاوخهايم
لاخهايم (بالألمانية: Lauchheim) هي مدينة وبلدة ألمانية تقع في ألمانيا في بادن-فورتمبيرغ. يقدر عدد سكانها بـ 4,698 نسمة .